# Marie Balíková
Marie Balíková, rozená Kundrátová (9. července 1947 Loučky (Nové Sedlo)) je česká knihovnice a vedoucí Oddělení věcných autorit a věcného zpracování v Národní knihovně ČR. Je členkou Svazu knihovníků a informačních pracovníků ČR (SKIP), stálého výboru sekce pro indexaci a klasifikaci IFLA a členkou výboru konsorcia MDT. Jejím hlavním polem expertízy je autoritní kontrola.

## Kariéra
Marie Balíková vystudovala v roce 1972 obor čeština – španělština na Filozofické fakultě Univerzity Karlovy.
Od roku 1987 pracovala jako odborná pracovnice v oddělení věcného zpracování v Národní knihovně ČR. O 10 let později, v roce 1997, se stala vedoucí tohoto oddělení. Zároveň je vedoucí Pracovní skupiny pro věcné zpracování při NK ČR, zodpovídá za tvorbu souborů věcných autorit na národní úrovni a implementaci mezinárodních standardů v oblasti věcné analýzy. Zajišťuje koordinaci aktualizací a překladu klasifikačního systému MDT na mezinárodní úrovni. Aktivně se podílí na implementaci metody Konspektu a věcném zpřístupnění heterogenních informačních zdrojů.
Má velké zásluhy na rozvoji českého knihovnictví v oblasti katalogizace. Její zásluhou byl v roce 2005 úšpěšně zaveden proces sdílené katalogizace knihoven, které používaly knihovní systém Aleph.

## Publikační činnost
Marie Balíková je publikačně činná primárně jako autorka instruktážních manuálů ke knihovnické či katalogizační praxi, jako například: Substantivní inverze u předmětových selekčních jazyků (1996), Změna koncepce věcného zpracování v Národní knihovně ČR (1998) nebo Katalogizace ve formátu MARC 21 – stručná instrukce a příklady pro knihy a některé typy pokračujících zdrojů (2004). V roce 2015 ale například zpracovala i výsledky projektu INTERPI, jehož cílem bylo vytvoření konceptuálního znalostního modelu, v němž by mohly být zpracovávány a zpřístupňovány informace o objektech národního kulturního dědictví v knize Interoperabilita v paměťových institucích (2015).
Současně je i spouautorkou na větších publikacích, jako například Dotazování v přirozeném jazyce: zkušenosti s aplikací prototypu systému M-CAST v českém prostředí (2007).
Mimo knižní publikace také přispívá do sborníků a revue, například DUHA (Informace o knihách a knihovnách z Moravy), Knihovnická revue Národní knihovna nebo KROK (Knihovnické revue Olomouckého kraje), kde v roce 2007 publikovala studii Konspekt jako mezinárodního standardu pro doplňování fondů a zpřístupnění informací.

## Ocenění
V roce 2014 Marie Balíková obdržela medaili Z. V. Tobolky za významný přínos k rozvoji českého knihovnictví. Medaile je pojmenována po Zdeňkovi Václavu Tobolkovi, zakladateli moderního českého knihovnictví. Tyto medaile udílí od roku 2000 Sdružením knihoven ČR za Významný přínos k rozvoji českého knihovnictví a za Celoživotní práci v českém knihovnictví. Od sdružení SKIP obdržela 8. února 2022 společně se svým manželem PhDr. Vojtěchem Balíkem regionální ocenění Pražská knihovnice.